# Acadiens aux Malouines

Carte topographique des îles Malouines.

Les îles Malouines, un Territoire britannique d'outre-mer située dans l'océan Atlantique au large de l'Argentine, ont connu une colonisation acadienne au XVIIIe siècle. La plupart des familles établies ont quitté mais il resterait encore des Acadiens aux Malouines.

## Contexte

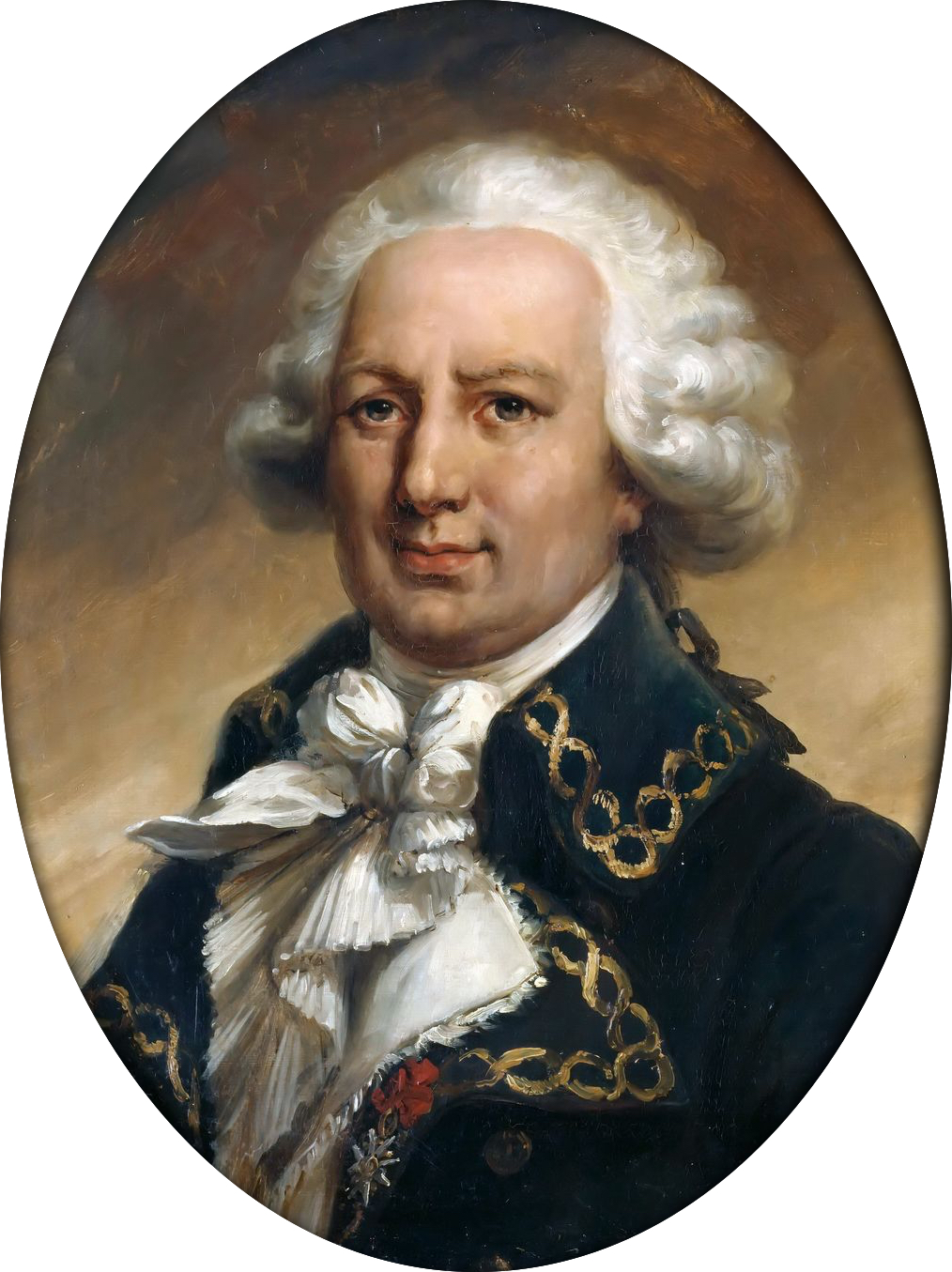
Bougainville.

Durant les années 1750 et 1760, la guerre de la Conquête fait rage au Canada tandis que la déportation des Acadiens a lieu en Acadie. Louis Antoine de Bougainville est alors aide de camp de Louis-Joseph de Montcalm mais est blessé en 1758, durant la bataille de Fort Carillon. Il tente, sans succès, de faire venir des renforts en Nouvelle-France. Montcalm est tué à la bataille des plaines d'Abraham le 7 septembre 1759 alors que Bougainville est fait prisonnier. Bougainville est de retour en France en 1760. Il projette alors d'explorer et de coloniser les îles Malouines grâce, en partie, aux Acadiens déportés, ainsi qu'ouvrir un comptoir commercial qui contrôlerait l'entrée du détroit de Magellan et serait un point de départ idéal pour des expéditions. Il parvient à faire accepter son projet au ministre Étienne François de Choiseul. Bougainville fonde alors la Compagnie de Saint-Malo, destinée à coloniser les îles.

## Fondation
En septembre 1763, Bougainville fait construire deux navires à Saint-Malo, soit la frégate l’Aigle et la corvette le Sphinx, qui sont commandées respectivement par Nicolas-Pierre Duclos-Guyot et François Chenard de la Giraudais. Ils quittent le 8 septembre 1763, avec à bord 6 familles, dont deux acadiennes, et 20 célibataires acadiens, en plus du bétail. Il y a des laboureurs, des charpentiers, des pêcheurs et un forgeron. Arrivé aux îles, Bougainville laisse les colons sous la surveillance de son oncle Nerville. Ils défrichent la forêt, construisent un fort en terre et fondent ainsi Port-Louis. Le 5 janvier 1765, Bougainville revient aux Malouines avec 80 autres colons. La colonie est alors florissante, les habitants sont en santé et se sont adaptés au climat doux et de plus le bétail prospère grâce à l'herbe particulièrement nutritive. En 1766, Bougainville amène l’Aigle de Saint-Malo et l’Étoile de Rochefort, avec à bord 79 autres colons. Ils arrivent aux Malouines en février et en repartent avec une cargaison de peaux et d'huile de phoque.

## Cession à l'Espagne

Les Malouines dans la diaspora acadienne.

L'archipel des Malouines est à l'époque revendiqué par le Royaume-Uni et l'Espagne. Le roi d'Espagne la considère comme une partie de son Vice-royauté du Pérou, s'insurge contre la fondation d'une colonie française et exige que l'archipel lui soit rendu. Bougainville négocie à Madrid et se fait dédommager de 300 000 livres, une somme qui lui servira à financer ses futures expéditions. La cession du pouvoir est fixée au 1er janvier 1767.
Le 22 octobre 1766, le roi de France Louis XV donne ses instructions à Bougainville. Celui-ci doit prendre le commandement de la frégate la Boudeuse, armée à Nantes, accompagnée de la flûte l’Étoile, armée à Rochefort. Il doit ensuite rencontrer deux navires espagnols dans le río de la Plata, qui l'accompagneront jusqu'à l'archipel. Bougainville quitte ainsi Nantes, fait une escale à Brest d'où il repart le 5 décembre et arrive à Montevideo le 31 janvier 1767. Bougainville ne se presse pas et passe un peu de temps à Montevideo et à Buenos Aires, puis repart le 28 février. Les navires arrivent seulement aux îles Malouines le 22 mars, à cause d'une traversée difficile; ils accostent le 25. Les Malouines sont finalement cédées à l'Espagne le 1er avril 1767. Bougainville lit ensuite une lettre de Louis XV à la population. Ce dernier permet à la population de rester sous la domination espagnole ou revenir en France. La plupart des Français décident de quitter et s'embarquent sur les frégates espagnoles à destination de Montevideo le 27 avril. Quelques personnes, dont une trentaine d'Acadiens, décident de rester sur les lieux ; il est possible qu'il y ait toujours des Acadiens aux îles Malouines.